# Tekelloides
Tekelloides is een geslacht van spinnen uit de  familie van de Cyatholipidae.

## Soorten
- Tekelloides australis Forster, 1988
- Tekelloides flavonotatus (Urquhart, 1891)